# Secang (Ngombol)
Secang is een bestuurslaag in het regentschap Purworejo van de provincie Midden-Java, Indonesië. Secang telt 733 inwoners (volkstelling 2010).